# Bandera de Tampa
La bandera de Tampa es una bandera que representa el crecimiento y características de Tampa. Diseñada por F. Grant Whitney, fue adoptada como la bandera oficial el 1 de julio de 1930.

## Descripción
La bandera de Tampa combina elementos de las barras y estrellas, la bandera de España, la bandera de la Unión Británica, la bandera de Italia, y la tricolor francesa, ya que todos estos países tenían una mano en el desarrollo de lo que eventualmente se convirtió en la ciudad de Tampa y/o el estado de Florida.
El uso prominente de rojo y oro simboliza el papel de España en el desarrollo de Tampa, desde la primera expedición europea de la Bahía de Tampa en 1528 hasta la afluencia de inmigrantes de España y Cuba. Al mismo tiempo, muchos inmigrantes vinieron de Italia hasta Tampa, que inspirió un campo verde de las colores de la bandera de Italia.
La "H" simboliza el Condado de Hillsborough.
El escudo oficial de la ciudad de Tampa, superpuesto en una "T" azul, simboliza la incorporación de Tampa en 1855.